# Nachtkoppel

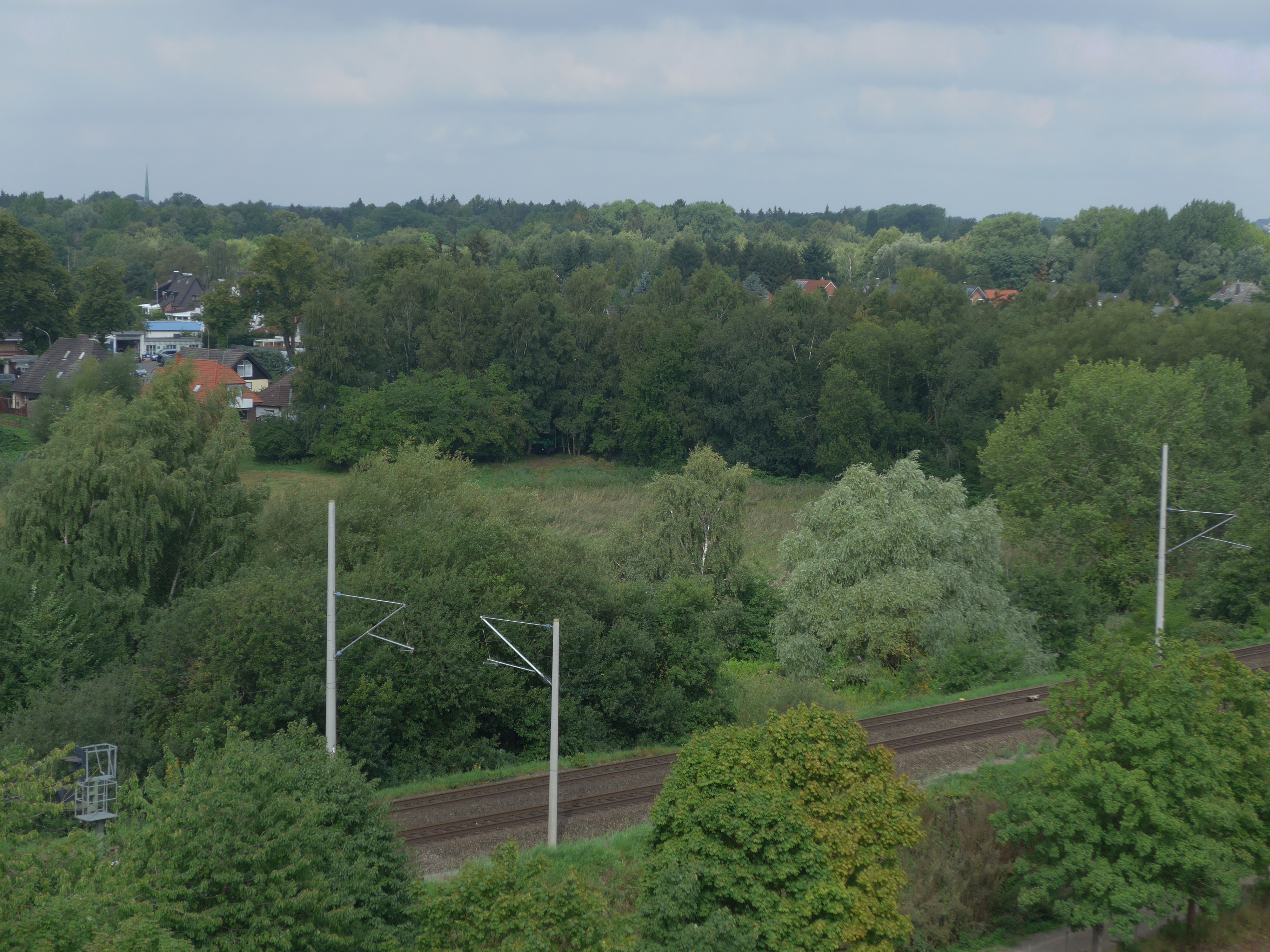
Blick gen Westen über die Nachtkoppel mit der Bahnstrecke Lübeck–Puttgarden im Vordergrund (Foto: August 2015).

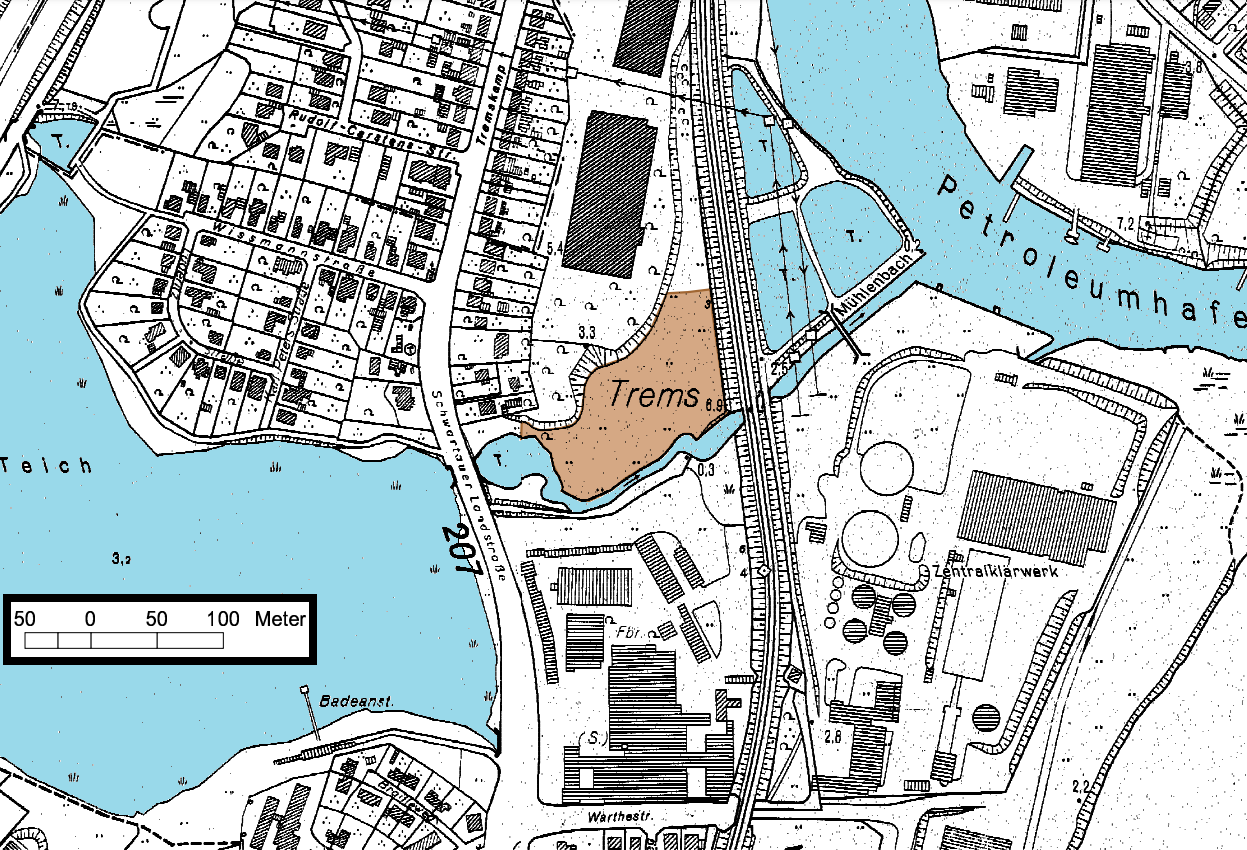
Ausschnitt aus der offiziellen Karte zur Abgrenzung des Naturdenkmals „Nachtkoppel“ aus der entsprechenden Stadtverordnung von 1987 mit originaler farblicher Hervorhebung des Naturdenkmals. Wasserflächen wurden zur besseren Übersichtlichkeit blau nachkoloriert.

Die Nachtkoppel ist ein 1,3 Hektar großes flächenhaftes Naturdenkmal in der norddeutschen Hansestadt Lübeck. Es wurde per Stadtverordnung am 17. Dezember 1987 vom Bürgermeister in seiner Funktion als untere Landschaftspflegebehörde ausgewiesen. 

## Lage
Administrativ gehört die Nachtkoppel zum Stadtbezirk Falkenfeld/Vorwerk/Teerhof des Lübecker Stadtteils St. Lorenz. Direkt nordöstlich des im 14. Jahrhundert künstlich angelegten Tremser Teichs erstreckt sie sich am nördlichen (linksseitigen) Ufer von dessen Abfluss Mühlenbach. Sie wird im Osten von der süd-nord-orientierten Bahnstrecke Lübeck–Puttgarden, im Westen von einigen Wohnhäusern an der ebenso ausgerichteten Schwartauer Landstraße (L 309) und vom Mühlenbach sowie im Norden von einer Gewerbehalle des Lebensmittelkonzerns Schwartauer Werke begrenzt. Die Nachtkoppel ist nicht mit Wegen erschlossen und kann nur aus der Ferne von der Brücke der Schwartauer Landstraße über den Mühlenbach aus betrachtet werden.

## Naturraum
In ihrer Umgebung stellt die Nachtkoppel das letzte Zeugnis der Niederungsbereiche westlich der Trave dar. Seit Ende des 19. Jahrhunderts haben sich an der Untertrave die Voraussetzungen für derartige Flächen zunehmend verschlechtert: Zwischen dem Schellbruch und der heutigen Teerhofinsel erfolgte 1882 ein künstlicher Durchstich, man verbaute die Ufer mit technischen Hilfsmitteln, viele Areale wurden durch Gewerbegebiete und Hafenanlagen überbaut und an überschwemmungsgefährdeten Stellen mit Dämmen versehen. Abgesehen von wenigen Bereichen im Schellbruch ist lediglich die Nachtkoppel als gelegentliche Überflutungsfläche übriggeblieben. 
Ihre Hauptbiotope sind eine Feuchtwiese und ein sich daran anschließendes Röhricht. Sie besitzt einen weitgehend intakten Naturhaushalt, der durch eine in Schleswig-Holstein sehr selten auftretende Artenkombination mit einer für Lübeck außergewöhnlich artenreichen Vegetation gekennzeichnet ist. Charakteristische Florenelemente sind dabei unter anderem der Fieberklee (Menyanthes trifoliata), die Große Bibernelle (Pimpinella major), die Sumpf-Kratzdistel (Cirsium palustre) sowie der Sumpf-Dreizack (Triglochin palustris). Besonders bemerkenswert ist die Nachtkoppel, weil dort die mit etwa 500 Exemplaren größte Population Lübecks an Schachblumen (Fritillaria meleagris) wächst. Diese Vertreterin der Liliengewächse ist in Deutschland stark gefährdet und in Schleswig-Holstein sogar vom Aussterben bedroht.
Die aufgrund des sehr niedrigen Grundwasserspiegels sehr feuchte Fläche kann lediglich zum Teil und mit großem Aufwand gepflegt werden: Es erfolgt eine regelmäßige Mahd und das konkurrenzkräftige Schilf wird zurückgedrängt. Diese extensive Nutzung garantiert eine ausreichende Besonnung der Fläche, was eine wesentliche Voraussetzung für das Überleben dieser Feuchtwiesenbiozönose ist.